# 奧里霍韋湖
奧里霍韋湖（烏克蘭語：Оріхове озеро），是烏克蘭的湖泊，位於該國北部切爾尼戈夫州，處於傑斯納河左岸，長1.5公里、寬0.12公里，面積0.2平方公里，該湖泊最大水深4米。